# Leucania acurata
Leucania acurata là một loài bướm đêm trong họ Noctuidae.